# 채중 호
채중 호(蔡仲胡)는 중국 서주 초기의 인물로, 채나라(蔡)의 제2대 군주이다. 성은 희(姬)이다.

## 생애
채숙 도의 아들로, 아버지가 삼감의 난을 일으켰다 쫓겨난 후 자신의 행위를 고쳐 주공의 인정을 받아 주나라 정계에 채숙의 집안이 복귀할 수 있었다. 먼저 주공의 봉국인 노나라의 경사를 지내며 노나라를 다스렸고, 주공은 이를 보고 성왕에게 말해 호에게 채나라를 다시 봉해 채숙의 제사를 받들게 했다. 채중이 죽자 아들 채백황이 뒤를 이었다.

## 가계
- 채숙 도 (아버지)
  - 채중 호
    - 채백 황 (아들)